# Steven M. Weinreb
Steven Martin Weinreb (* 10. Mai 1941 in Brooklyn) ist ein US-amerikanischer  Chemiker (Organische Chemie).
Weinreb studierte an der Cornell University mit dem Bachelor-Abschluss 1963 und wurde 1967 an der University of Rochester in Chemie bei Marshall Gates promoviert. 1966/67 war er bei Gilbert Stork an der Columbia University.  Danach war er am Massachusetts Institute of Technology (bei George Büchi) und ab 1970 Assistant Professor und später Associate Professor an der Fordham University. 1978 wurde er Associate Professor und 1987 Professor an der Pennsylvania State University.
Er befasste sich mit Synthese von Naturstoffen und Chemie von Heterozyklen. Nach ihm ist die Weinreb-Amid-Ketonsynthese benannt (entwickelt mit Steven Nahm)
1983/84 war er Guggenheim Fellow und 1975 bis 1979 Sloan Research Fellow.

## Schriften
- Alkaloid total synthesis by intramolecular imino Diels-Alder cycloadditions, Accounts of Chemical Research, Band 18, 1985, S. 16.